# Conostylis neocymosa
Conostylis neocymosa är en enhjärtbladig växtart som beskrevs av Stephen Donald Hopper. Conostylis neocymosa ingår i släktet Conostylis och familjen Haemodoraceae. Inga underarter finns listade.